# Вентейра
Вентейра (порт. Venteira)  —  район (фрегезия) в Португалии,  входит в округ Лиссабон. Является составной частью муниципалитета  Амадора. Находится в составе крупной городской агломерации Большой Лиссабон. По старому административному делению входил в провинцию Эштремадура. Входит в экономико-статистический  субрегион Большой Лиссабон, который входит в Лиссабонский регион. Население составляет 19 607 человек на 2001 год. Занимает площадь 4,80 км².
Покровителем района считается Дева Мария (порт. Maria). 